# Mabel Batten
Mabel Veronica Hatch Batten (1856-1916) fue una cantante británica de lieder.

## Trayectoria
Nació Mabel Hatch en una familia bien relacionada. Estudió en Dresde y Brujas, armonía y composición. Fue una destacada "mecenas de la música y las artes, mezzosoprano y compositora" de canciones de salón. Una de sus mejores composiciones fue la puesta en música  de The Queen's Last Ride del poema de la escritora Ella Wheeler Wilcox. Además fue una consumada cantante, pianista y guitarrista.

### Vida personal

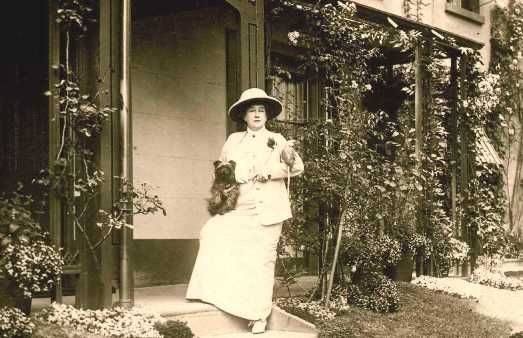
Mabel Batten en el momento de su relación con Radclyffe Hall

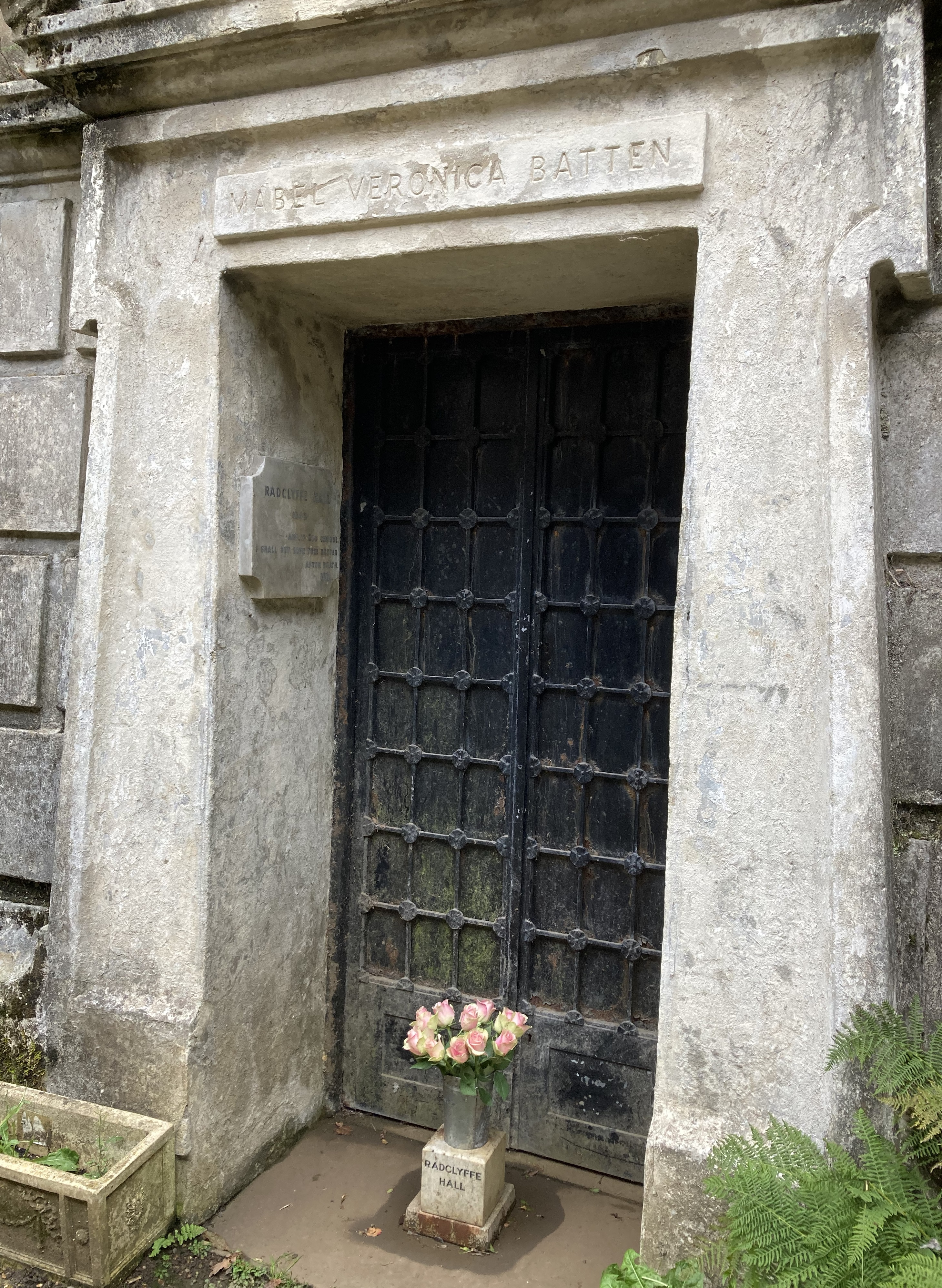
Bóveda de Mabel Batten y Radclyffe Hall en el cementerio de Highgate

En 1874 se casó con George Batten, secretario del virrey de la India. Tuvieron una hija, la pintora y cineasta Lady Cara Harris. En la década de 1880 tuvo una relación con Wilfred Scawen Blunt.
Fue amiga de la compositora Adela Maddison quien, en 1893, le dedicó sus Deux Melodies. También lo fue de la compositora Ethel Smyth.A partir de 1906 fue amiga de Toupie Lowther y de su hermano Claude Lowther.
El 22 de agosto de 1907, en Bad Homburg, un balneario de Alemania, Batten conoció a Radclyffe Hall. Batten tenía 51 años y Hall 27. En 1913, Batten y Hall visitaron a los Lowther en el castillo Herstmonceux de Claude. Cuando Batten enviudó, se fue a vivir con Hall a Cadogan Square. Batten, apodada Ladye, le dio el nombre de John a Hall, que Hall usó por el resto de su vida.
En 1915, Hall conoció a la prima de Batten, Una Troubridge (1887-1963). Al morir Batten, Troubridge y Hall se hicieron amantes y en 1917 se fueron a vivir juntas.
Batten está enterrada en el cementerio de Highgate en Londres. Hall eligió ser enterrada en la entrada de la cripta.

## Legado
Los retratos de Mabel Batten fueron realizados por John Singer Sargent y Edward John Poynter.